# Ferenc Nagy (trener)
Imre Nagy (ur. 1884, Austro-Węgry, zm. 1964, Węgry) – węgierski trener piłkarski.

## Kariera trenerska
Od 25 stycznia do 5 lipca 1925 prowadził reprezentację Estonii.